# Глыбокая
Глыбо́кая (укр. Глибока) — посёлок в Черновицком районе Черновицкой области Украины, административный центр Глыбокской поселковой общины.

## История
Первое письменное упоминание о Глыбокой датировано 1438 годом. Она представлена, как запустелая местность на «Чёрной Поляне», а в грамоте этого же года молдавский господарь Илья I наделил местностью под названием Глубокая придворного судью Петра Гудыму. Возможно, тогда и возникло село, название которого происходит от места, где оно расположено — посёлок лежит в глубокой котловине. В 1490 году в летописях упоминается о том, что церковь Глыбокой вошла в Радовецкую епархию, а в 1491 году молдавский господарь Стефан III своей грамотой подтвердил передачу села придворному Юдци.
В течение долгого времени Глыбокая со своими землями и угодьями была собственностью феодалов и монастырей. В 1774 году Глыбокая, как и вся Буковина, перешла от Османской империи под власть Австрийской империи. В 1857 году в селе строится спиртовой завод, а в 1869 году начинается строительство железной дороги Черновцы − Вадул-Сирет − Сучава, которая прошла через Глыбокую.
По переписи 1910 года в Глыбокой насчитывалось 5549 человек. Подавляющее большинство крестьян занималась сельским хозяйством. С ноября 1918 года по 28 июня 1940 года Глыбокая входит в состав Королевство Румынии.
Сельский совет в Глыбокой был создан 5 июля 1940. Первым сельским председателем был избран житель Глыбокой Нестор Ткачук. С июля 1940 года по июль 2020 года Глыбокая была районным центром.
После начала Великой Отечественной войны в 1941—1944 поселение было оккупировано немецко-румынскими войсками.
8 января 1945 года здесь началось издание районной газеты.
В 1952 году в селе действовали лесопитомник, средняя школа, четыре начальные школы, Дом культуры, две библиотеки и кинотеатр.
В 1956 году Глыбокая была переведена в категорию посёлка городского типа. С июля 1959 по июль 1992 года в состав Глыбокского поселкового совета входило село Дымка.
В 1972 году здесь действовали маслодельный завод и пищекомбинат.
В мае 1995 года Кабинет министров Украины утвердил решение о приватизации находившихся здесь пищевкусовой фабрики, райсельхозтехники и райсельхозхимии, в июле 1995 года было утверждено решение о приватизации ПМК № 5 и МПМК № 291.
В ходе административно-территориальной реформы в Украине, в 2020 году Глыбокский район был упразднён, а город стал административным центром Глыбокской поселковой общины Черновицкого района

## Население
На 1 ноября 2024 года численность населения составляла 8426 человек.

### Языковой состав
Родной язык населения по данным переписи 2001 года:
| Язык       | Численность, чел. | Доля     |
| ---------- | ----------------- | -------- |
| Украинский | 7 723             | 84,64 %  |
| Румынский  | 1 069             | 11,72 %  |
| Русский    | 271               | 2,97 %   |
| Другое     | 61                | 0,67 %   |
| Итого      | 9 124             | 100,00 % |

## Экономика
- Реализационная база хлебопродуктов[11]

## Транспорт
- Железнодорожный узел Глубокая-Буковинская[3][4]

## Галерея

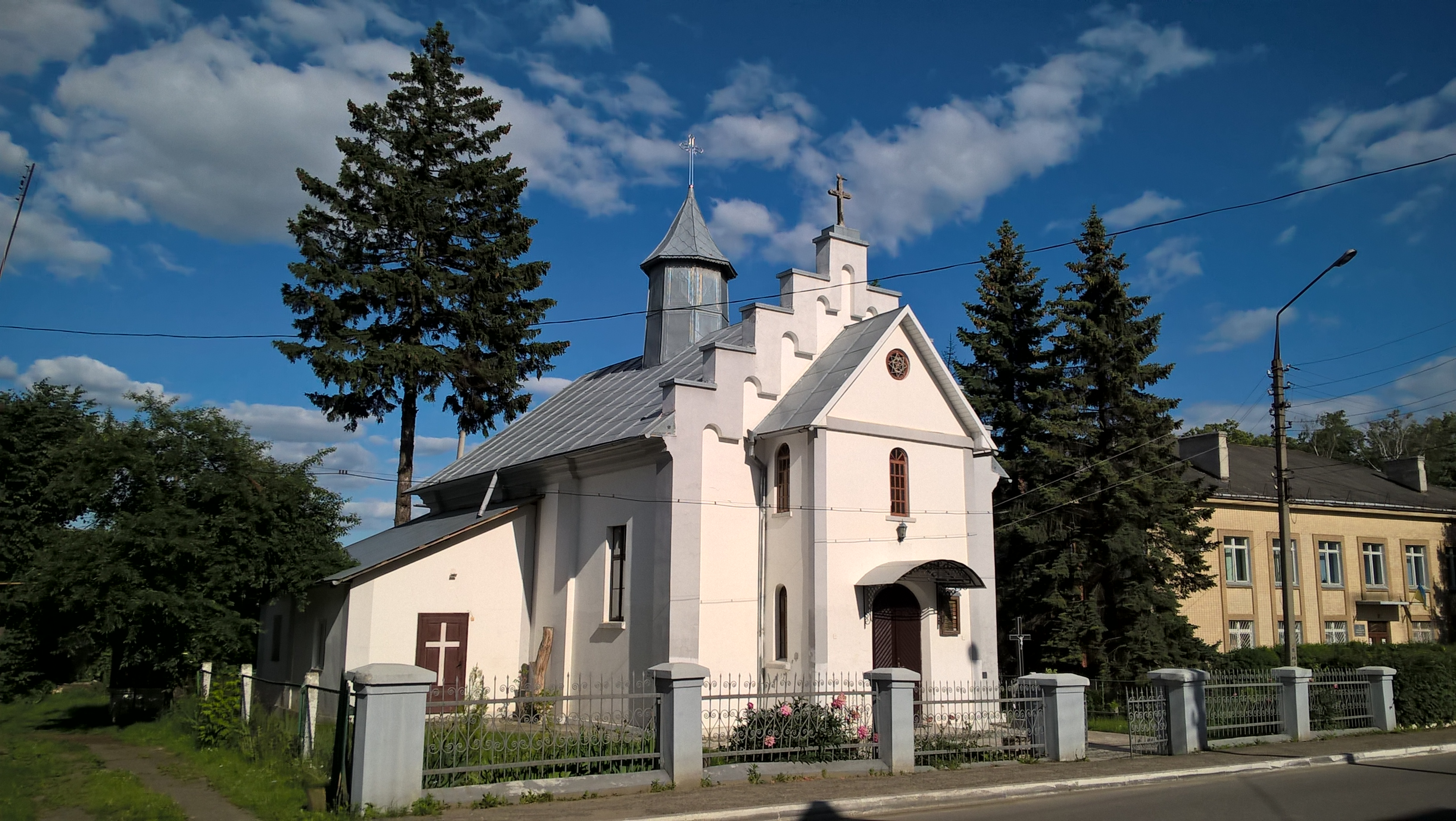
Римско-католический костёл
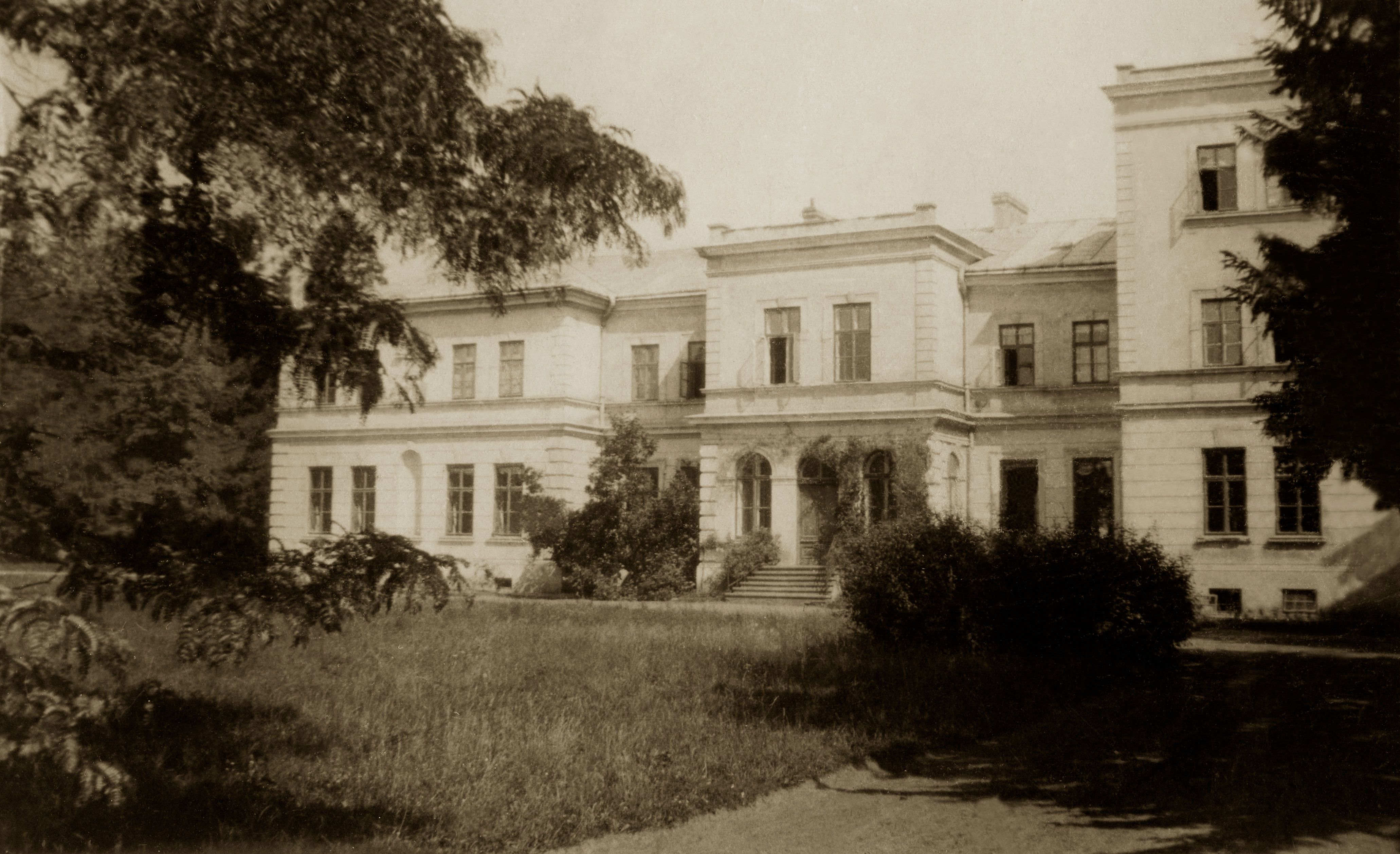
Усадьба Скибневского, 1925 год
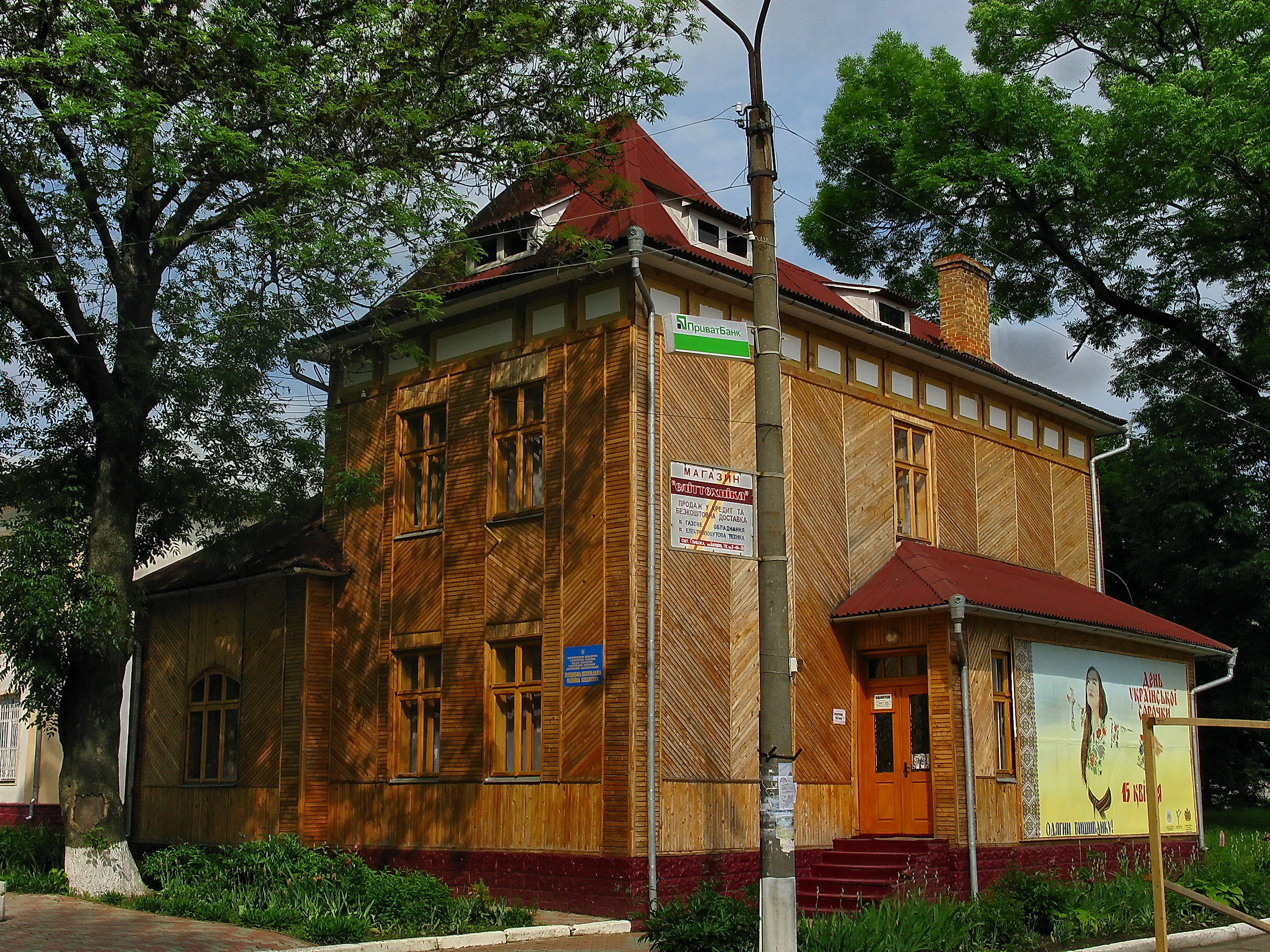
Библиотека — пример традиционной народной архитектуры
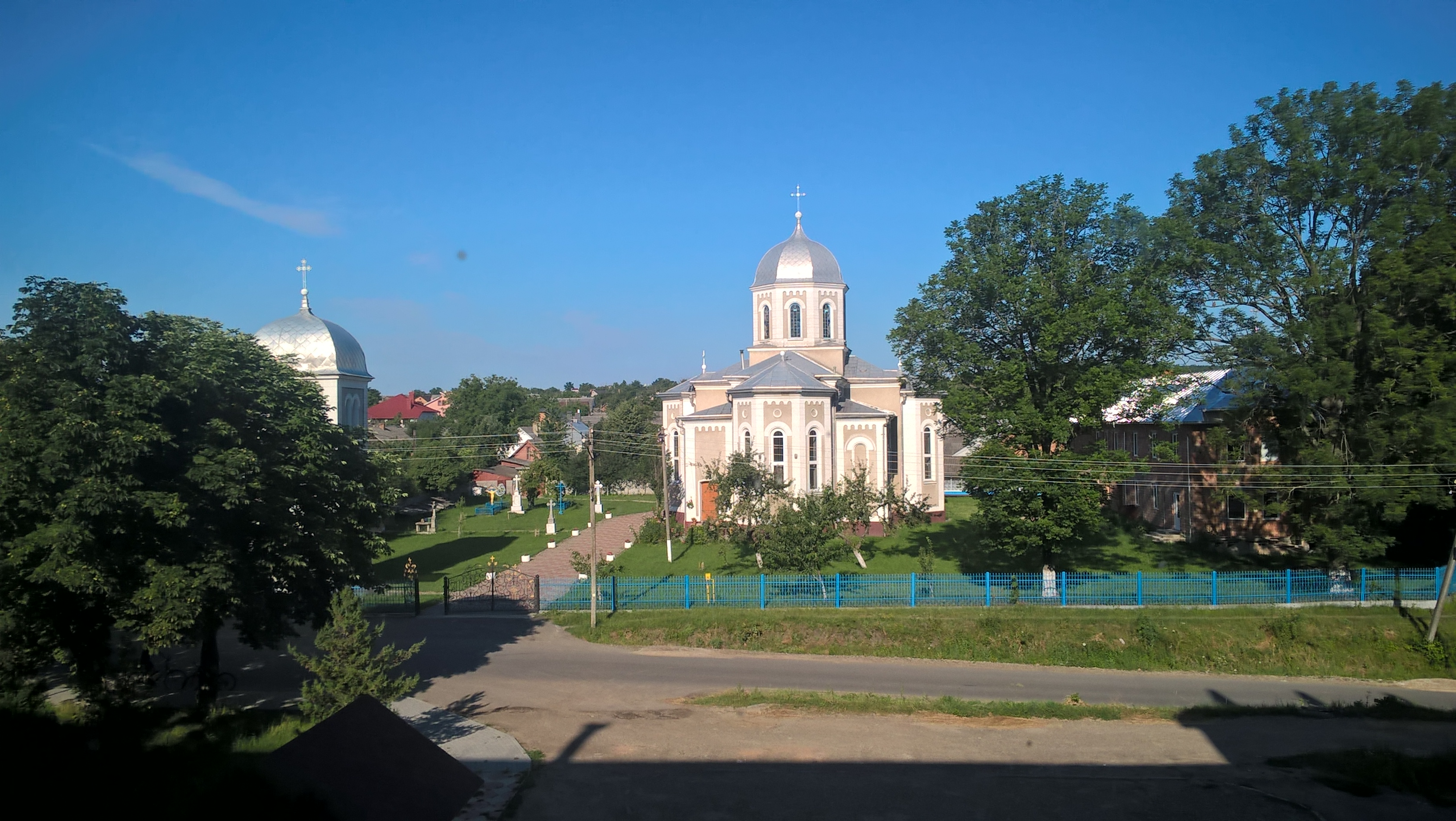
Храм Покровы Пресвятой Богородицы

## Города-побратимы
- Пьятра-Нямц (Румыния)